# 厕增四
廁增四（17 Leporis，SS Lep）是在星座天兔座南邊的聯星。它整體的視星等在4.82和5.06之間變化，使得它在以肉眼觀測時被視為一顆黯淡的恆星。該系統的變星名稱為「SS Leporis」，而「17 Leporis」為佛蘭斯蒂德命名法的名稱。視差量測得出與太陽的距離估計約為910光年。該系統正以+18.7公里/秒的日心徑向速度進一步遠離地球。
這是一個具有260天軌道週期和0.005的離心率的雙線光譜聯星系統。光譜揭示了這對聯星由一顆恆星分類為A1V的A型主序星和一顆類別為M6III的紅巨星組成。這對緊密的聯星形成了一個共生雙星，其伴星紅巨星的質量不斷轉移到更熱的主星。這顆巨星似乎並沒有填滿它的洛希瓣，所以質量傳遞來自巨星周圍的恆星風。這對恆星被一個外殼和一個塵土飛揚的環聯星盤包圍著，前者抹去了A型恆星的吸收線 。

## 圖集
- 這個序列從壯觀的銀河全景開始放大。然後，它靠近小星座天兔座（兔子），最後聚焦在廁增四。
- 廁增四周圍的廣闊視野。視野約為2.7度。